# Ismaeliten

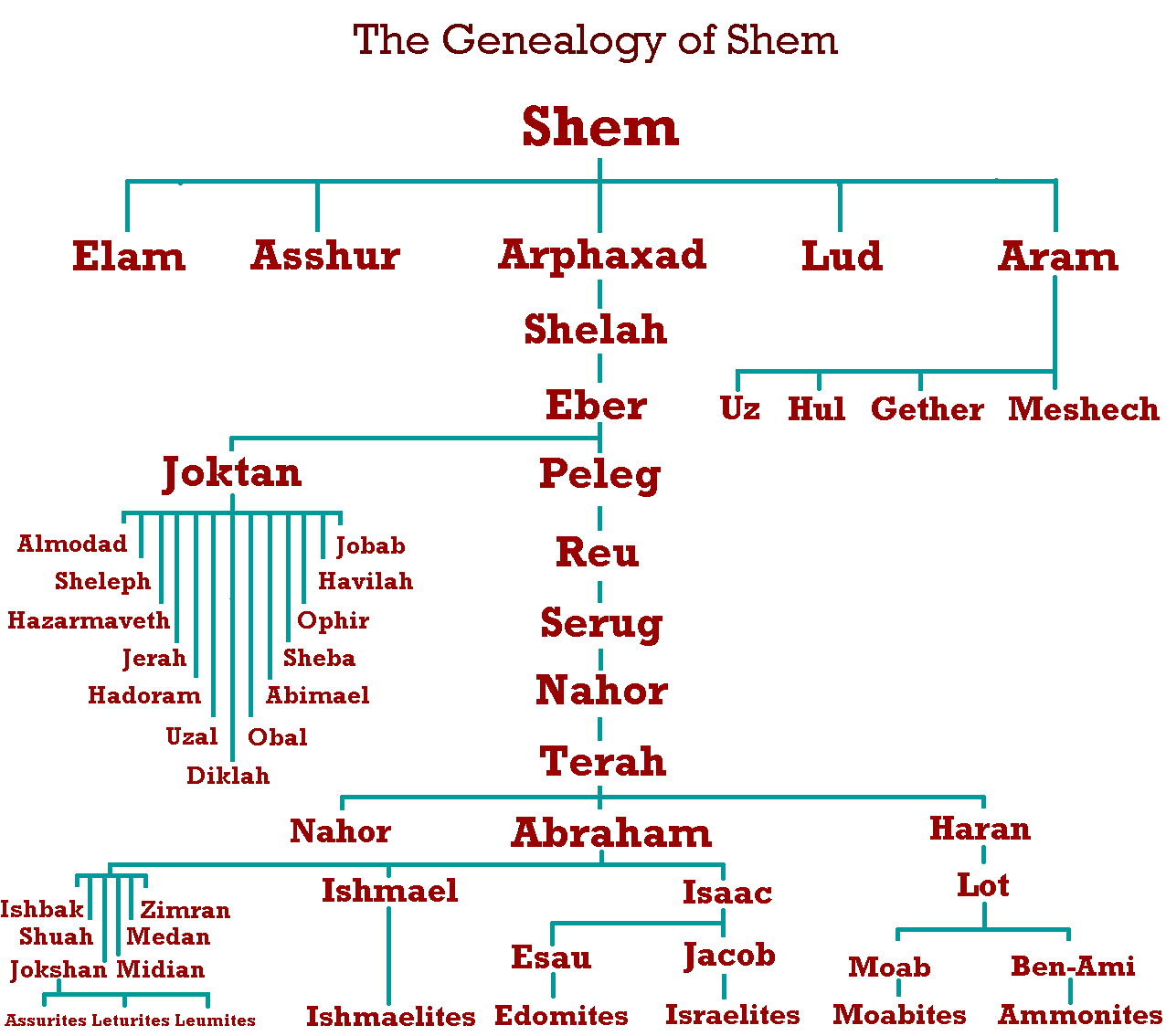
Die Ismaeliten (hier Ishmaelites, ganz unten) innerhalb der Nachkommenschaft von Sem

Die Ismaeliten oder Ismaeliter (lateinisch Ismaelitae, englisch Ishmaelites) sind die Nachkommen von Abrahams erstgeborenem Sohn Ismael, der als Stammvater der Araber gilt.
Schon in der Spätantike hat man diesen Begriff für die Araber verwendet. So lässt der Kirchenvater Hieronymus (348–420) in der Vita Malchi den Malchus berichten, wie er auf einer Reise von Beroa (= Aleppo) nach Edessa (= Urfa) in einer Einöde von ismaelitischen Reitern (sessores Ismaelitae) überfallen und in die Sklaverei verschleppt wurde. Seine Nahrung in der Gefangenschaft habe aus halbrohem Fleisch und Kamelmilch bestanden. Hieronymus verwendet an der Stelle den Begriff „Ismaeliten“ als Synonym zu Sarazenen (Saraceni).
Im Christlichen Orient wurde der Begriff ab dem frühen Mittelalter als Bezeichnung für die Muslime verwendet. So werden zum Beispiel in der Apokalypse des Pseudo-Methodius, die im späten 7. Jahrhundert abgefasst wurde, die muslimischen Araber als „Söhne Ismaels“ beschrieben. Im 8. Jahrhundert verfasste der Theologe Johannes von Damaskus (gestorben 754) eine Streitschrift gegen die „Häresie der Ismaeliten“, womit er den Islam meinte. Im koptischen Daniel-Buch, das auf die Mitte des 8. Jahrhunderts datiert wird, wird der Umayyaden-Staat als „Reich der Ismaeliten“ beschrieben und in die Vier-Reiche-Lehre integriert.
In Osteuropa, insbesondere in der Kiewer Rus, bezeichnete man mit den Ismaeliten jene turksprachigen Muslime, die von der unteren Wolga und vom Nordrand des Kaspischen Meers her in den Ostländern Europas Handel trieben und sich später dort ansiedelten. Die Nestorchronik erklärt, dass es insgesamt vier ismaelitische Stämme gebe, nämlich die Turkmenen, die Petschenegen, die Türken und die Polowzer beziehungsweise Kumanen. Auch im mittelalterlichen Ungarn verwendete man den Begriff in diesem Sinne. Im 57. Kapitel der Gesta Hungarorum wird berichtet, dass im 10. Jahrhundert eine große Menge von Ismaeliten aus Bolgar nach Ungarn kamen. Damit sind Kumanen gemeint, die aus dem Reich der Wolgabulgaren einwanderten und die früheste muslimische Bevölkerung in Ungarn bildeten.
Im lateinischen Westen wurde der Begriff Ismaeliten – neben Sarazenen – allgemein als Bezeichnung für die Muslime verwendet. So schrieb der spanische Theologe Juan de Torquemada (gestorben 1468) einen Tractatus contra Madianitas et Ismaelitas.
Die Ismaeliten sind nicht mit den Ismailiten, den Anhängern einer schiitischen Lehre, zu verwechseln. Diese sind nach Ismāʿīl ibn Dschaʿfar, dem Sohn des sechsten schiitischen Imam, Dschaʿfar as-Sādiq, benannt.

## Belege
1. ↑  Hieronymus: Vita Malchi 4, Edition M. Fuhrmann Online-Version Université de Fribourg, Deutsche Übersetzung Ludwig Schade Online-Version Université de Fribourg
2. ↑  Leonid Chekin: The Godless Ishmaelites: the Image of the Steppe in Eleventh-Thirteenth-Century Rus. In: Russian History. Band 19, 1992, S. 13.
3. ↑  Alexius Csetneky: Die Ismaeliten in Ungarn. In: Ungarische Revue. Band 1, 1881, S. 658.